# Кюнцелль
Кюнцелль (нім. Künzell) — сільська громада в Німеччині, знаходиться в землі Гессен. Підпорядковується адміністративному округу Кассель. Входить до складу району Фульда.
Площа — 30,29 км2. Населення становить 16 828 ос. (станом на 31 грудня 2020).